# Anghelină

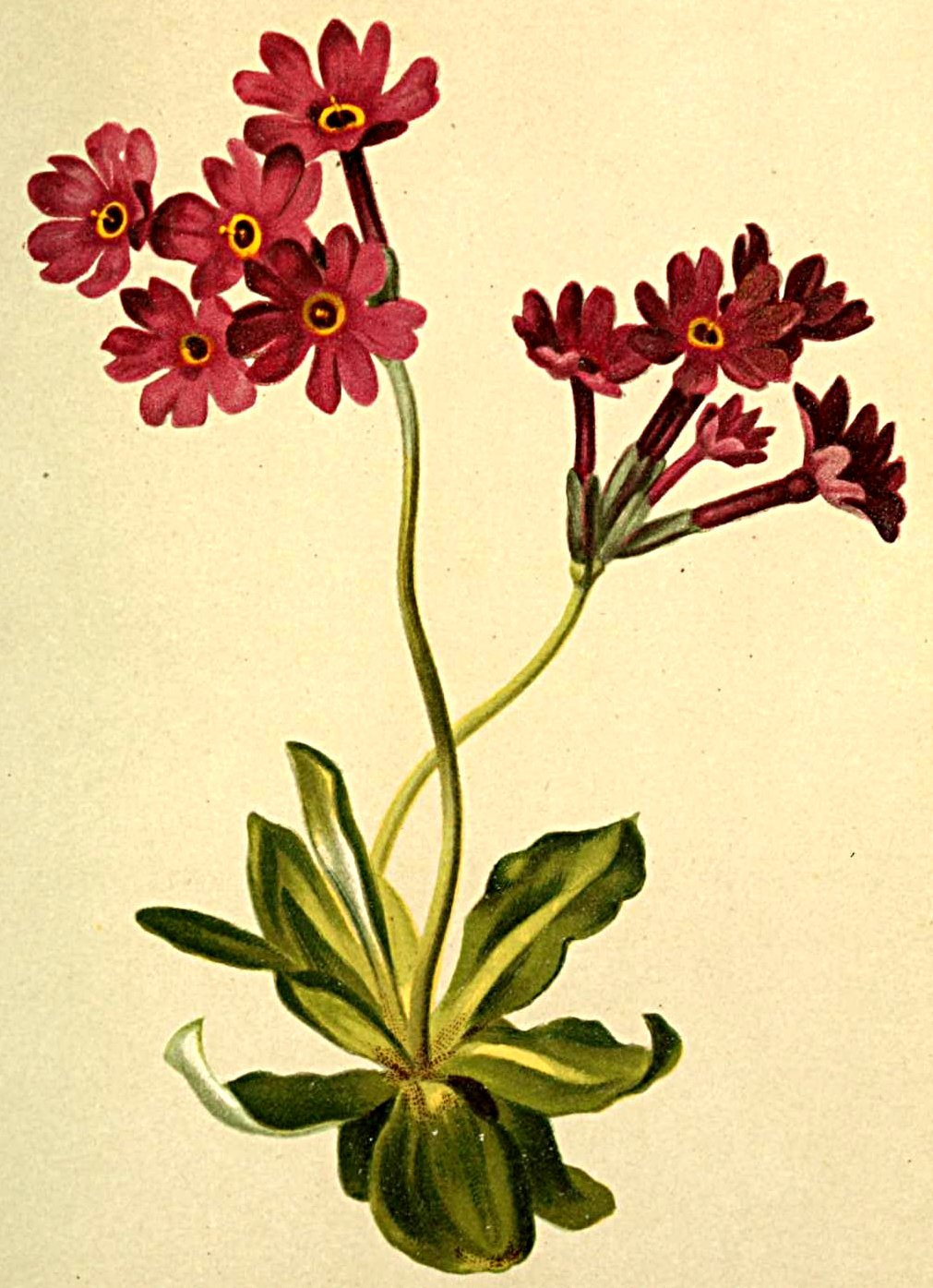
Primula halleri (cunoscută anterior ca Primula longiflora PlantFiles)

Anghelină (Primula halleri, Primula longiflora) este o plantă din genul Primula, familia Primulaceae. Tulpina nu are frunze și peri, are o înălțime de 100—300 mm. Frunzele cresc la baza tulpinii în formă de lozetă. Frunza are formă eliptică alungită, pe față verde, pe dos albă. Frunzele sunt făinoase. Floarea are o culoare violet-roșiatic. Florile se găsesc la vârful tulpinii, câte trei—șase într-un mănunchi, fiecare cu cinci diviziuni întinse în lături și spintecate la vârf. Corola este formată dintr-un tub lung și îngust. Anghelina înflorește în luna iunie-iulie. 
În România se găsește prin munții Maramureșului, Rodnei, Bucegi, Bîrsei și Făgăraș, de obicei pe pășuni, în locuri însorite, dar și prin crăpături umede.